# Rafael Antonio Gutiérrez
Rafael Antonio Gutiérrez (Ilobasco, departamento de Cabañas, 24 de octubre de 1845-San Salvador, 9 de enero de 1921) fue un general y presidente de El Salvador entre 1894 y 1898. 

## Biografía
Sus padres fueron un español y su madre doña Marcela Gutiérrez. Fue casado con la señorita Carlota Mejía, sus hijos fueron: Rafael Antonio, Carlos, Carlota, Tulio, Marcela, Rosa, Bernardo y María. Marcela fue casada con un hijo del General Fernando Figueroa, Héctor Figueroa, y sus nietos de este matrimonio fueron Fernando Figueroa Gutiérrez, Rosa Elizabeth Figueroa Gutiérrez, Yolanda Figueroa Gutiérrez y Nohemy Figueroa Gutiérrez.
Entre los célebres Cuarenta y cuatro (que derrocaron al presidente Carlos Ezeta) se destacó mucho, el 10 de junio de 1894, tras una sangrienta revolución asumió el poder presidencial como un gobernante provisorio hasta el 1 de marzo de 1895 fecha desde la cual gobernó como presidente de la república hasta el 14 de noviembre de 1898.
Promotor de la unidad centroamericana, firma con Honduras y Nicaragua el Pacto de Amapala, conformando la República Mayor de Centroamérica, más tarde los Estados Unidos de Centroamérica. Tomás Regalado disolvería este pacto, terminando con el esfuerzo unionista.

## Presidencia

### Revolución de los 44, gobierno en Santa Ana
Tras haberse desconocido al gobierno de Ezeta en Santa Ana durante la revolución de los 44 asumió el poder ejecutivo en el 1 de mayo de 1894, estando aún asentado en el poder el general Ezeta en San Salvador. Desde esta fecha tuvo como Ministro general al general Estanislao Pérez y como Secretario general interino al doctor Cornelio Lemus.

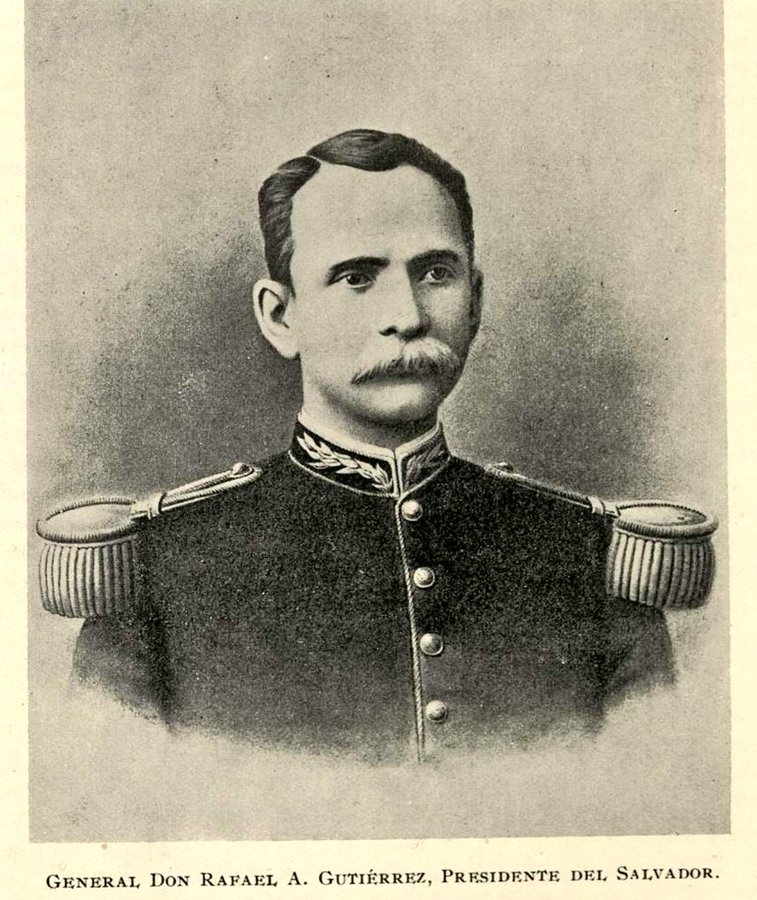
Retrato del Presidente Después de la Revolución de los 44.

Uno de sus primeros actos como presidente fue el nombramiento de Pedro José Escalón como Administrador de rentas de Santa Ana en el mismo 1 de mayo. Al siguiente día nombró Auditor general de guerra al doctor Miguel Chacón, el doctor Prudencio Alfaro pasó a ser nombrado su Secretario privado y el coronel Mariano Morán fue nombrado Gobernador y Comandante general del departamento de Santa Ana. Para sostener las finanzas del Ejército Libertador, comisionó al general Simón Vides, Hilario Interiano y Santiago Meléndez para que por vía de contrata o empréstito voluntario reúnan la cantidad que se estime suficiente para continuar la guerra.
Procedió a decretar la derogación de varios decretos emitidos durante la administración de Ezeta incluyendo impuestos a propiedad urbana, a la exportación del café, al tabaco y al destaco de res de ganado vacuno. También derogó una ley que nulificó el derecho de propiedad de dueños de terrenos que debían ser ocupados por vías férreas y al reglamento de educación primaria que según el gobierno provisional contenía disposiciones contrarias a la libertad de enseñanza. En el 7 de mayo acordó retirar el execuátur al vicecónsul inglés en Santa Ana, J. Guillermo Paine.
En el 12 de mayo nombró Oficial Mayor del Ministerio General al doctor Francisco Catarino Alarcón y como escribientes a Rafael Paz, Enrique Chacón y Francisco B. Salazar. El siguiente día facultó al general Aquilino Duarte y Máximo Cerna para que en Metapán y demás poblaciones donde llegue la comisión contraten empréstitos con base al decreto del 2 de mayo. En el 19 de mayo nombró comandante local de Opico al teniente coronel Alejandro Melhado. En el 24 de mayo nombró comandante de las poblaciones Chalatecas de Nueva Concepción y Agua Caliente al capitán Narciso Portillo. En el 28 de mayo nombró comandante de la población fronteriza de Citalá a don Rafael Cartagena y como segundo jefe del distrito de Metapán al capitán Mariano Guerra. En el 26 de mayo concedió un subsidio de 500 pesos a la Cruz Roja para aliviar el aumento de gastos en el hospital y en el 28 concedió otro subsidio de 300 pesos al Hospital General de Santa Ana. Ascendió al grado de General de División al General de Brigada Joaquín Pérez en el 1 de junio.
En el 9 de junio el presidente Carlos Ezeta deja la capital embarcándose en el vapor Valeria desde el puerto de La Libertad hacia Costa Rica, mientras que su hermano Antonio huye poco después desde el mismo puerto en el cañonero estadounidense Bennington (gracias a las gestiones del general Heriberto Jeffries) hacia San Francisco, California.
El 10 de junio los generales Luis Alonso Baraona y Manuel Rivas ocuparon la capital, ese mismo día es declarado presidente provisional Rafael Antonio Gutiérrez, el cual llegó a la capital el 16 de julio de 1894.

### Presidencia provisional
En el 16 de junio de 1894, el gobierno por medio del Secretario de Relaciones Exteriores, Instrucción Pública y Justicia Jacinto Castellanos envió un mensaje al cuerpo diplomático cerca del gobierno salvadoreño explicando la situación política en El Salvador, el siguiente día mandó circulares a los gobiernos de Centroamérica y a los gobiernos extranjeros explicando la situación del país que leía como sigue:

Una insurrección popular puso fin a la más odiosa tiranía que registra la historia de El Salvador, ejercida por los hermanos Carlos y Antonio Ezeta.
Tuve la honra de dirigir el movimiento revolucionario que llevó a cabo aquella obra del patriotismo, y de ser aclamado por los pueblos para desempeñar provisionalmente la primera Magistratura de la Nación.
En el ejercicio de mis funciones, uno de mis principales cuidados, será cultivar y estrechar las buenas relaciones que felizmente han existido entre esa Nación y El Salvador y restablecer en el interior el imperio de la ley de de la justicia.

Rogando al Todopoderoso poor la dicha personal de Vuecencia y la prosperidad de la Nación que le ha confiado sus destinos...

En el 25 de agosto de 1894, el presidente decretó el establecimiento del Hospital de Dementes y organizó una junta directiva interina compuesta del gobernador de San Salvador y alcalde municipal de San Salvador, el fiscal de hacienda como representante del establecimiento y un individuo de cada una de las juntas directivas del Hospital General, el Hospicio y Asilo de Indigentes de la ciudad. El manicomio inició su construcción el mismo año. Su esposa donó un par de aretes valorados en 10,000 colones para la elaboración de los planos para la construcción, se comprarían 60 manzanas de terreno donde hoy se encuentra el Instituto Nacional Francisco Menéndez. El doctor Genaro Muñoz fue el encargado de dicho hospital. En el 30 de junio de 1897 se formó el reglamento provisional para el régimen interior del manicomio, aprobado por el gobierno en el 21 de julio.

### Presidencia constitucional
Deseando proteger a las empresas periodísticas, su gobierno eximió a estas del pago de las conexiones telefónicas que pidieran para asuntos relativos a sus periódicos tanto para el interior como el exterior de la capital por medio de un acuerdo ejecutivo del 7 de junio de 1897.
El vicepresidente Jacinto Castellanos fue nombrado delegado por el Estado de El Salvador a la Dieta de la República Mayor de Centro América, pero renunció al cargo, por lo que la Asamblea Nacional del Estado en sesiones extraordinarias eligió al doctor Rafael Reyes para el cargo en el 5 de enero de 1898. El doctor Reyes dejó su cargo de secretario particular de la presidencia del Estado y en su lugar fue nombrado el doctor Fernando Mejía Osorio en el 11 de enero.
La cartera de Justicia fue separada de la Secretaría de Estado de Hacienda, Crédito Público y Fomento y se anexó a la Secretaría de Gobernación y Relaciones Interiores en el 18 de enero de 1898.
La política fiscal del gobierno al enfrentar la crisis económica de 1897 era impopular y fue objeto de crítica. En su periódico El Látigo los periodistas y estudiantes universitarios José Gustavo Guerrero y Vicente Trigueros hacían fuertes críticas al gobierno por su manejo de la crisis. En respuesta, el gobierno reformó el reglamento interno de la Universidad, prohibiendo a los estudiantes que escriban en contra de los funcionarios universitarios con la pena de expulsión a los que infringían esta regla. Los jóvenes periodistas fueron expulsados según el reglamento reformado, provocando protestas una huelga estudiantil. Algunos de los estudiantes formaron su propia institución que llamaron la Universidad Libre; esta duró cinco meses y medio. La rebeldía estudiantil encontró simpatía de los sectores populares. Al ver que los estudiantes continuaban su huelga el gobierno decretó la suspensión de las clases en el 31 de enero de 1898. En el 28 de septiembre, con el interés de mejorar la opinión pública y a instancia de Francisco Gavidia, Gutiérrez decretó la autonomía de la Universidad. Este decreto no llegó a entrar en vigencia por el golpe de Estado contra Gutiérrez.
La constitución de los Estados Unidos de Centroamérica firmada el 27 de agosto de 1898 comenzaría a regir el 1 de noviembre y en los días precedentes a la instauración del nuevo gobierno federal, el gobierno del estado se empezó a reorganizar en conformidad a la nueva constitución. Con este fin, el presidente emitió el decreto ejecutivo del 25 de octubre de 1898, reiterando ciertos puntos de la constitución federal y preparando la nueva organización de la administración estatal.

### Gobernador del Estado de El Salvador
Por la nueva constitución federal, la denominación de Presidente del Estado fue substituida por la de Gobernador del Estado en el 1 de noviembre de 1898, acto que fue reiterado por decreto ejecutivo estatal en el 25 de octubre. Los negocios de los ministerios del estado fueron encargados a un solo Secretario General que tendría los empleados subalternos necesarios. El doctor Fernando Mejía Osorio fue nombrado Secretario General de la Gobernación del Estado en el 31 de octubre.
Un concejo consultivo de gobierno con el nombre de Consejo de Estado para dictaminar en los asuntos públicos; el consejo debía ser compuesto por dos vocales presididos por el Vicegobernador del Estado. El vicegobernador Alfaro era uno de los candidatos a las próximas elecciones para la gobernación del estado, y sintió que con su nombramiento como presidente del Consejo se buscaba promover la candidatura del general Tomás Regalado. Según Alfaro en su renuncia al cargo de presidente del consejo hecha el 29 de octubre, habían empleados del gobierno afiliados al Partido Regaladista que estaban cometiendo abusos y actos en contravención de la circular del ministerio, anteriormente en su cargo, que prohibía la intervención de los empleados públicos en asuntos electorales. Alegó que su apuntamiento como presidente del Consejo fue hecho deliberadamente para separarlo de la intervención oficial en contra del uso de las municipalidades y otras autoridades del gobierno con fines de promover la candidatura de Regalado. Su renuncia fue publicada en el Diario Oficial del 2 de noviembre sin comentarios. Una semana después, en el 10 de noviembre, el Diario publicó una aclaración editorial en que se denunció la conducta de Alfaro, "ahora precisamente que se necesita el esfuerzo de todos los buenos patriotas," en referencia a la reorganización política del estado, y calificó de "notoriamente infundado" el cargo de que el gobernador Gutiérrez intentaba imponer una candidatura oficial.
Los miembros del nuevo Consejo del Estado fueron nombrados el 2 de noviembre; fueron nombrados el doctor Manuel Delgado como primer consejero de estado y Carlos d'Aubuisson como segundo. El segundo designado, doctor Rafael S. López, fue nombrado presidente del Consejo en lugar del vicegobernador doctor Prudencio Alfaro, quién negó el cargo, y por haber muerto el primer designado, doctor Jacinto Castellanos. El Consejo formó su reglamento legal en el 5 de noviembre.
La nueva constitución federal declaró que los municipios serían autónomos e independientes de los otros poderes, y por tanto los gobernadores departamentales fueron suprimidos en el 1 de noviembre; en su lugar habían de ser organizados los Consejos Departamentales que serían organizados por la legislatura estatal. Según el gobierno, uno de los propósitos principales de suprimir las gobernaciones departamentales fue para que "los gobernadores no puedan influir de ninguna manera en favor de los candidatos de sus simpatías."
En el 4 de noviembre, el gobernador Gutiérrez creó la Dirección General de Hacienda en la que quedó reasumida la Inspección de Hacienda y Dirección General de Estadística, la nueva Dirección debió ser el medio de comunicación ordinaria entre el gobierno estatal y las oficinas fiscales. Como parte de la reorganización del ramo de instrucción pública, la Inspección Técnica de las Escuelas Primarias fue suprimida en el 7 de noviembre. Francisco Gavidia fue nombrado director general de Instrucción Pública en el 9 de noviembre.
Poseía como característica una quemadura como recuerdo en el cuero cabelludo, al recibir un disparo que le dejó su marca al lado derecho.
Se caracterizó por su escrupulosa honradez en el manejo de la Hacienda Pública, creó las Escuelas Normales para hombres y mujeres, y fue un hombre querido.

#### Golpe de Estado
El gobernador Gutiérrez fue derrocado en un golpe de Estado por el general Tomás Regalado el 14 de noviembre de 1898. Las instituciones creadas en conformidad con el nuevo sistema de administración estatal fueron suprimidas en lugar de las que existieron antes del 1 de noviembre, dejando de existir el Consejo de Estado y siendo restablecidas las gobernaciones departamentales. También suprimió la Dirección General de Hacienda.
Traicionado por su mejor amigo, el general Tomas Regalado responsable del golpe de Estado que derrocó su gobierno. 
El general Gutiérrez murió a los 76 años de edad, el 9 de enero de 1921, a las 10:00 de la noche en el barrio San Jacinto.